# Mariarosa
La Mariarosa est une  goélette bermudienne à coque et pont en acier. Son port d'attache est Hambourg.

## Histoire
La Mariarosa a été construite au chantier naval Neptun de Rostock et lancée en 1947 comme navire polyvalent. Elle a servi pour la pêche mais aussi pour le service topographique de l'Allemagne de l'Est.
En 1986 elle a été réamménagée en schooner avec 5 cabines pour recevoir 12 passagers en croisière.
Elle a participé de nombreuses fois au Hanse Sail de Rostock et à la Semaine de Kiel. Elle a aussi participé  à Brest 2004.